# Haplocyclodesmus hubbardi
Haplocyclodesmus hubbardi är en mångfotingart som först beskrevs av Cook 1896.  Haplocyclodesmus hubbardi ingår i släktet Haplocyclodesmus och familjen Sphaeriodesmidae. Inga underarter finns listade i Catalogue of Life.